# プロスパー松浦
プロスパー松浦（プロスパーまつうら、Prosper Matsuura、1977年8月12日 - ）は、日本の元プロボクサー。本名は松浦 広平（まつうら こうへい）。北海道旭川市出身。第26代日本スーパーフライ級王者。国際ボクシングスポーツジム出身。

## 経歴
中学校卒業後、従兄弟長沢忍が通う国際ボクシングスポーツジムに入門。レパード玉熊らに指導される。
1995年8月8日プロデビュー。アウト・イン両方をこなせるオールラウンダーとして期待され、デビュー戦で勝利、2戦目は判定負けもその後6連勝。
1997年、第54回東日本フライ級新人王に挑戦するも佐藤幹一郎に判定負けを喫す。14戦目に後の好敵手川端賢樹に負けを喫すも、リングネーム変更後に2003年、24戦21勝の戦績で日本スーパーフライ級王座決定戦に挑み有永政幸を7回TKOで下し、王座を獲得した。
2003年9月6日、防衛戦で川端と対戦するも、ローブローの反則打を有効と見なされる判定もあり2RKOで失冠。続いて川端に挑戦するも、10R判定でまたも敗れる。その後3連勝。
2005年11月22日、WBA世界スーパーフライ級2位で名城信男と日本スーパーフライ級王座決定戦並びにWBA世界スーパーフライ級挑戦者決定戦を行うが、10R判定で敗れ王座返り咲き及びマーティン・カスティーリョへの挑戦権を獲得出来なかった。
2006年2月11日、河野公平に9RTKOで敗れ引退を表明した。
2007年4月24日、同ジム所属の日本王者キンジ天野とのスパーリングを含む引退式を行った。
現在はワールドスポーツボクシングジムのトレーナーとなっている。

## 獲得タイトル
- 第26代日本スーパーフライ級王座(防衛0)